# لین پارک ایکرز (کالیفرنیا)
لین پارک ایکرز (به انگلیسی: Lynn Park Acres) یک منطقهٔ مسکونی در ایالات متحده آمریکا است که در شهرستان کالاوراس، کالیفرنیا قرار داد. لین پارک ایکرز ۸۳۰ متر بالاتر از سطح دریا واقع شده‌است.